# 第19届亚运会和第4届亚残运会工作领导小组
国家脱贫攻坚普查领导小组，是中华人民共和国国务院于2022年设立的领导小组，负责第19届亚运会和第4届亚残运会筹办工作。

## 历史
2022年4月4日，为做好第19届亚运会和第4届亚残运会筹办工作，经国务院同意，成立第19届亚运会和第4届亚残运会工作领导小组。该组织主要职责为贯彻落实党中央、国务院关于第19届亚运会和第4届亚残运会筹办工作的重要指示和决策部署，研究制定相关政策和保障措施，统筹协调筹办中的重大问题和事项，完成党中央、国务院交办的其他事项。

## 组成人员
组长
- 孙春兰（国务院副总理）

第一副组长
- 王　勇（国务委员）

副组长
- 袁家军（中共浙江省委书记）
- 苟仲文（体育总局局长、第19届亚运会组委会主席、第4届亚残运会组委会主席）
- 张海迪（中国残联主席、第4届亚残运会组委会主席）

成员
- 王　浩（浙江省人民政府省长、第19届亚运会组委会主席、第4届亚残运会组委会主席）
- 孔绍逊（中共中央办公厅副主任兼秘书局局长）
- 吕岩松（中共中央宣传部副部长）
- 牛一兵（中共中央网信办副主任）
- 龙明彪（中共中央台办副主任）
- 刘建超（中共中央外办副主任）
- 孟　扬（国务院副秘书长）
- 王志清（国务院副秘书长）
- 马朝旭（外交部副部长）
- 田玉龙（工业和信息化部党组成员、总工程师）
- 林　锐（公安部副部长）
- 石好勇（国家安全部副部长）
- 欧文汉（财政部部长助理）
- 赵英民（生态环境部副部长）
- 赵冲久（交通运输部副部长）
- 马有祥（农业农村部副部长）
- 王受文（商务部副部长）
- 雷海潮（国家卫生健康委副主任）
- 孙玉宁（海关总署副署长）
- 王道树（税务总局副局长）
- 唐　军（市场监管总局副局长）
- 杨小伟（广电总局副局长）
- 高志丹（体育总局副局长）
- 黄柳权（国务院港澳办副主任）
- 余　勇（中国气象局副局长）
- 曲云海（国家移民局副局长）
- 李春良（国家林草局副局长）
- 吕尔学（中国民航局副局长）
- 陈时飞（国家药监局副局长）
- 曹青锋（中共中央军委联合参谋部作战局局长）
- 王梅梅（中国残联副理事长）